# Związek Miast Nadwiślańskich
Związek Miast Nadwiślańskich – organizacja zrzeszająca miasta leżące nad rzeką Wisłą powołana do życia dnia 6 grudnia 1996 roku. Jej prezesem jest Tomasz Sowiński. Związek ma swoją siedzibę w Toruniu. Jego głównym celem jest inicjowanie i wspierania działań 24 miast członkowskich, zmierzających do realizacji różnorakich programów związanych z Wisłą (ochrona środowiska, nauka, bezpieczeństwo, kultura, sport i rekreacja itp.).

## Historia
- 6 grudnia 1996 – założenie Związku Miast Nadwiślańskich,
- 31 maja 1997 – uroczyste podpisanie aktu założycielskiego ZMN w Gdańsku, przyjęcie statutu, logo, wybór Komitetu Założycielskiego,
- 23 października 1997 – uchwała nr 553/97 w sprawie przystąpienia Torunia do Związku,
- 27 listopada 1997 – rejestracja Związku w Sądzie Wojewódzkim w Toruniu,
- 20 grudnia 1997 – przyjęcie Chełmna do Związku,
- 3 lutego 1998 – przyjęcie Puław do Związku,
- 17 kwietnia 1998 – podpisanie „Deklaracji Współpracy na Rzecz Wisły i Jej Dorzecza” w Warszawie,
- 7 czerwca 1999 – wręczenie daru ZMN papieżowi Janowi Pawłowi II podczas wizyty w Toruniu (srebrna figurka flisaka),
- 27 marca 2000 – wystosowanie do premiera Jerzego Buzka memoriału ZMN w sprawie stopnia wodnego Nieszawa–Ciechocinek,
- 2 czerwca 2000 – podpisanie Porozumienia w sprawie „Programu dla Wisły i Jej Dorzecza na lata 2000–2020”,
- 1 grudnia 2000 – przyjęcie miasta Sandomierza w poczet członków ZMN, powołanie Biura Programu dla Wisły 2000–2020 z siedzibą w Warszawie,
- 18 grudnia 2001 – wręczenie ZMN tytułu „Darczyńcy Roku 2001” przez Miejski Ośrodek Pomocy Rodzinie we Włocławku,
- 9 stycznia 2002 – przyjęcie miast Bydgoszczy i Wyszogrodu w poczet członków ZMN,
- 18 stycznia 2002 – przyjęcie Annopola w poczet członków ZMN,
- 5 października 2002 – powstał Komitet Założycielski „Rejs” w Toruniu, którego zadaniem jest doprowadzenie do posadowienia na Bulwarze Filadelfijskim w Toruniu kompozycji upamiętniającej film „Rejs”,
- 21 lutego 2003 – VI Walne Zebranie Członków ZMN – wybór nowego Zarządu oraz prezesa (Tomasz Sowiński),
- 30 maja 2003 – przyjęcie Kozienic w poczet członków ZMN,
- 1 kwietnia 2004 – przekształcenie Biura Programu dla Wisły i jej Dorzecza w Biuro ds. wdrażania Programu dla Wisły i współpracy z miastami członkowskimi Związku Miast Nadwiślańskich,
- 27 sierpnia 2004 – przyjęto miasto Zakroczym w poczet członków ZMN,
- 5 listopada 2004 – przyjęto miasto Łomianki w poczet członków ZMN,
- 13 maja 2005 – prezes ZMN odebrał dyplom oraz statuetkę Szmaragdowej Żyrafy (nagroda przyznawana przez Ośrodek Kultury, Sportu i Rekreacji w Świeciu nad Wisłą za czynne wspieranie działalności Ośrodka),
- 31 marca 2006 – Zarząd Ligi Morskiej i Rzecznej wręczył prezesowi Związku Odznakę Honorową – Krzyż „Pro Mari Nostro” (za wkład w inicjowaniu i wspieraniu działań miast nadwiślańskich zmierzających do realizacji programu „Przywrócić Wisłę życiu”, a także za prowadzenie wspólnej polityki na rzecz przywracania i rozwoju walorów transportowych, rekreacyjnych oraz turystycznych Wisły).

## Miasta członkowskie
1. Gdańsk
2. Tczew
3. Grudziądz
4. Świecie
5. Chełmno
6. Gniew
7. Solec Kujawski
8. Toruń
9. Ciechocinek
10. Nieszawa
11. Włocławek
12. Dobrzyń nad Wisłą
13. Płock
14. Wyszogród
15. Zakroczym
16. Łomianki
17. Połaniec
18. Karczew
19. Góra Kalwaria
20. Kozienice
21. Puławy
22. Annopol
23. Sandomierz

## Główne cele
- Pomoc w pozyskiwaniu środków dla miast członkowskich na realizację zadań inwestycyjnych związanych z Wisłą
- Prowadzenie konkursów na prace magisterskie i doktorskie tematycznie związane z Wisłą
- Przedstawienie projektu tzw. „ustawy wiślanej” rządowi wraz z dążeniem uznania jej za program rządowy
- Monitoring poczynań instytucji rządowych i samorządowych w sprawach związanych z Wisłą
- Prowadzenie promocji Związku oraz programów związanych z rzeką w mediach oraz podczas spotkań z samorządami, a także w zgromadzeniach publicznych z udziałem ZMN
- Pozyskiwanie członków
- Pilotowanie oraz uczestnictwo w dalszej legislacji „Programu dla Wisły 2020” (m.in. umieszczenie go w Narodowym Planie Rozwoju)
- Udział w projekcie dla dzieci i młodzieży „Bezpieczna Wisła” dotyczącego zasad bezpiecznego wypoczynku nad rzeką
- Udział i wsparcie organizacji Długodystansowych Regat Żeglarskich na trasie Toruń - Bydgoszcz
- Współorganizacja i finansowanie kolejnych edycji akcji „Lato na Wiśle” dla dzieci objętych opieką MOPR i MOPS
- Wspieranie nadwiślańskich działań i wydarzeń artystycznych, sportowych i rekreacyjnych
- Współudział w imprezach wodnych na Wiśle w czasie lata
- Organizacja i udział miast członkowskich w obchodach „Święta Wisły"